# Новина (герб)

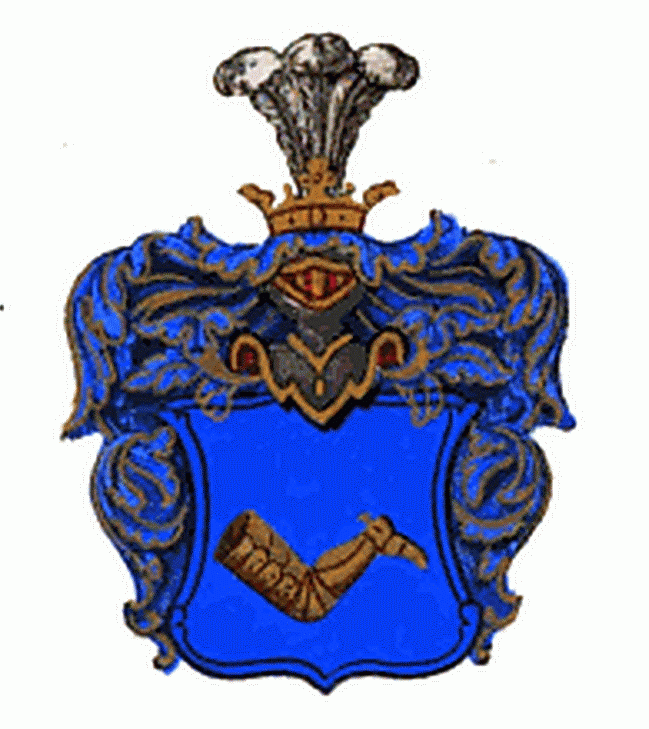
герб Златоголеньчик

Новина (Войня, Златоголеньчик, Завиша, Nowina, Woinia, Zlotogolenczyk, Zawiasa) — польский дворянский герб.

## Описание
В голубом поле лодка (nawa, navis), или, по объяснению других, ручка от котла, цвета белого, изгибом вниз, с воткнутым в средину её серебряным с золотою рукояткою мечом; над шлемом и короною видна согнутая в колене нога в латах и со шпорою, ступнею обращенная влево.
Описание герба по графу Э.А. Куропатницкому, 1789 год:

Как будто ухо от котла белое в синем поле обеими концами вверх, рукоятью вниз повёрнутое, в серёдке прямостоящий меч концом вниз. Над шлемом и короной нога в латах с вращающейся шпорой на подошве, повёрнутой влево, стоящая на короне как будто на колене. Появился при Болеславе Кривоусте в экспедиции недалеко от Галичины.

## Легенда
Повествуют, что в 1121 г. герб этот пожалован королём Болеславом Кривоустым одному ротмистру (отец которого был медником) за то, что в войне с русскими (другие источники конкретизируют — в бою с галичанами) он вместо раненой под королём лошади с опасностью жизни достал ему новую. Затем, когда он попал в плен в Чехии и был закован в одну с Болеславом колоду, он, чтобы развязать узы, не пожалел своей ноги, отсек её себе и таким образом освободил короля. Этими событиями объясняют разные названия Новины.

## Использование
Самая ранняя печать с этим гербом датирована 1293 г. Герб использовался главным образом в Краковской, Люблинской, Познанской, Сандомирской, Серадзкой и Великопольской землях. В Великом княжестве Литовском известен после подписания Городельской Унии в 1413 г.
Этим гербом было отмечено около 130 семейств — среди них: Поздеевы,Новина-Янковские(Янковские), Шупинские, а также польские и западно-русские рода, такие как
- Abulewicz, Akcyz, Axt,
- Bagnar, Bandoszewski, Bejner, Baynarowicz, Bilanowski, Bissiński, Bochrier, Bodzanek, Borkowski, Bognar, Börner, Bogusławski, Bo(e)ynar, Boruta, Boznański, Brzoska, Brzostowski, Brzozy, Byk, Bzowski,
- Chmielewski, Chrzanowski, Chrząstowski, Chwalibóg, Czerny,
- Dackiewicz, Dobroso(u)łowski, Dobrowolski I, Dobrowolski II, Dominowski, Довнар (Downar), Druszkowski, Dubasowski, Dulowski,
- Elbowicz, Enochowicz,
- Falibowski, Faliński, Frącewicz-Spokojski, Frykacz,
- Gałązka, Garbowiecki, Garczyński, Giebułtowski, Gissowski, Gizbert-Studnicki, Giżewski, Giszowski, Glasenapp, Gliński, Gliszczyński, Glizmiński, Glezmierski, Głowacz, Goczałkowski, Gomor, Gośniewski, Grabkowski, Grabowiecki, Grabowski, Grajewski,
- Hryszkiewicz, Гулевич (Hulewicz),
- Ignatowicz, Ignatowski, Ikmanowski,
- Jankowski (Янковские), Janikowski, Jasielewicz, Jaszkiewicz, Jelnicki, Jerzmanowski, Jezierski, Jenota, Juchnowski, Jurczycki,
- Kania-Wrzosowski, Kędzierzawski, Klępicki, Kobylski, Konarzewski, Konopacki, Konopka, Kośla, Koraczycki, Koslicki, Kowalewski, Kozakiewicz, Kozioł, Kożnicki, Krasuski, Krobicki, Krowicki, Krzysztoporski, Krzępowski, Kwasowski, Kwiatkowski,
- Labeński, Lasotowski, Legawski, Lestwicz, Lewicki, Лисовские (Lisowski),
- Łaganowski, Łagiewnicki, Łękawski, Łopieński, Łopian, Łopin, Łopatski, Łopuski, Łopuszyński,[4] Łośniewski, Łuczycki, Łuszczewski,
- Mackiewicz-Woysiecki, Makowski, Macharzyński, Mantul, Marszowski, Masłoniecki, Машевские (Maszewski), Maszycki, Mecherzyński, Mełwieński, Mielżyński, Miliński, Minocki, Miszewski, Młoszewski, Mninowski, Moczydłowski, Mściwujewski,
- Nabora (Nadbora), Naramski, Narębski, Niewieski, Niezabitowski, Nowakowski, Nowicki, Nowiński, Nowokrzycki, Nowowiejski,
- Ochocki, Ochotnicki, Orlicki, Orlik, Orlikowski, Orzeszkowski,
- Pachołowiecki, Padniewski, Pas(z)iński, Pawlikowski, Piestrzecki, Pil(ł)at, Pilatowski, Pilchowski, Piłaton-Ujejski, Pirocki, Pitowski, Pochocki, Podleski, Popowski, Pruski, Prządzewski, Przanowski, Przerę(em)bski, Przybylski, Przybysławski, Przysiecki,
- Raciborski, Radło, Radwanowski, Rajski, Rampowski, Redzi, Rożnowski, Ryszkowski,
- Sapiński, Sawicki, Sawinicz, Schodzki, Sepieński, Sępiński, Sępowicz, Skocki, Skowzgird, Slachciński, Sładkowski, Słodzki, Słomiński, Smagłowski, Sobonowski, Sokolnicki, Solikowski, Sroczyński (Sroczycki), Starowieyski, Strzałkowski, Szczepkowski, Szczygielski, Szeligowski, Szwarc,
- Świątecki, Świrczyński,
- Taszycki, Tkórzewski, Tomecki,
- Ujazdski,
- Wandrycz, Watowski, Wieski, Wilczkowski, Wilkowski, Witkowski, Wojecki, Wojutyński, Wolski, Woyna-Falewicz, Wygierżewski,
- Zaleski, Załęski, Zarczycki, Zarzycki, Zaszczyński, Zgłobicki, Zimnowski, Złotnicki, Zwęcki, Żarcicki, Żelkowski, Żeromski.